# ليدز فورس
ليدز فورس (بالإنجليزية: Leeds Force)‏ هو فريق كرة سلة في إنجلترا تأسس في سنة 2006 يقع في ليدز. يلعب في دوري كرة السلة البريطاني.

## وصلات خارجية
- الموقع الرسمي